# إدوارد وين
إدوارد وين (بالإنجليزية: Edward Winn)‏ هو سياسي أمريكي، ولد في 12 فبراير 1937، وتوفي في 25 يونيو 1995. حزبياً، نشط في Socialist Equality Party (United States) ‏.